# Розенквит, Бернард
Бернард Розенквит (англ. Bernard Rosenquit; 26 декабря 1922, Хотин — 8 марта 1991, Нью-Йорк) — американский художник, график, известный своими ксилографиями и эстампами.

## Биография
Родился в Хотине, в еврейской семье. В 1929 году вместе с матерью и двумя сёстрами перебрался в США, жил в Нью-Йорке. В годы Второй мировой войны служил в армии, демобилизовавшись в 1946 году.
Учился в Школе изящных искусств в Фонтенбло, затем в школе изящных искусств при Бруклинском музее (Atelier 17), Лиге изучающих искусство и в Институте искусства и археологии Сорбонны.
Работы Розенквита находятся в постоянной коллекции Метрополитен-музея, Бруклинского музея изящных искусств, Нью-Йоркской публичной библиотеки, Смитсоновского института, Музея искусств в Сан-Диего, Брин-Мор-колледжа, Музея Виктории и Альберта, музея колледжа Пибоди, Музея искусств Спенсера Канзасского университета.
1 марта 1991 года был сбит машиной.